# Greg Scarnici
Greg Scarnici (8 de abril de 1972, Jamaica, Queens, Nueva York) es un guionista, director, actor y productor. Continúa trabajando en Nueva York donde nació, compaginando el teatro, cine y televisión. Es conocido por sus parodias de videos musicales de varios artistas, ha aparecido en Fox News Channel, VH1's Best Week Ever y en Entertainment Weekly.
Greg ha hecho apariciones en las series 30 Rock, Short Circuitz, Straight Plan for the Gay Man y Saturday Night Live donde también contribuyó en chistes y demás promos. Los créditos de producción de la televisión incluían The 2007 Macy's 4th of July Fireworks Spectacular.
Los créditos en películas incluían el premio ganador indie al mejor guion y dirección por Glam Trash al igual que su cortometraje Dead End that Played en el film festival circuit. También ha sido el compositor de la canción satírica del documental Your Mommy Kills Animals. 
En el teatro, Greg escribió e interpretó el monólogo, Man-A-Thon en el Kraine Theatre de Nueva York en verano de 1998. En la primavera de 2008, actuó en Queens: A Half-Man Show como homenaje a su ciudad en el teatro UCB Theatre. 
Su alter ego musical, BQE, es un rapero bisexual visto en MTV en el videoclip del sencillo Curious.